# Hauptenia beibengensis
Hauptenia beibengensis (лат.) — вид цикадовых рода Hauptenia из семейства Derbidae (Fulgoromorpha).

## Распространение
Вид встречается в Юго-Восточной Азии: Китай, Xizang, Motuo, Beibeng Township (29.25°N, 95,18°E).

## Описание
Мелкие цикадовые полужесткокрылые насекомые (около 5 мм). Общий цвет тёмно-коричневый. Вертекс, лоб, щёки, усики, субантеннальный отросток, оцеллии, переднеспинка и тегула желтовато-коричневые. Этот вид похож на H. fellea, но отличается от него мезонотумом тёмно-коричневого цвета со срединными килями, доходящими до середины (у H. fellea мезонотум желтовато-коричневый со срединными килями, доходящими почти до конца); гоностилями с не выраженным дорсокаудальным углом (гоностили с дорсокаудальным углом, превращенным в пальцевидный отросток у H. fellea); эндосома с четырьмя лопастями, одной мембраной и пятью отростками разного размера (эндосома с двумя лопастями и четырьмя отростками у H. fellea).  Голова с глазами заметно более узкая, чем переднеспинка; вертекс трапециевидный, в основании немного шире, чем на вершине, слегка выступает перед глазами. Лоб без срединного киля. Антенны короткие, субантеннальный отросток хорошо развит. Переднее крыло длиннее самой широкой части (примерно в три раза), RA с одной или двумя вершинами.